# Oxyoppia latisternalis
Oxyoppia latisternalis är en kvalsterart som först beskrevs av Balogh och Sandór Mahunka 1974.  Oxyoppia latisternalis ingår i släktet Oxyoppia och familjen Oppiidae. Inga underarter finns listade i Catalogue of Life.